# Ukrajinska nacionalna svemirska agencija
Ukrajinska nacionalna svemirska agencija ili SSAU (ukrajinski: Державне космічне агентство України, Deržavne kosmične ahentstvo Ukrajini, ДКАУ, DKAU) ili prije 2010.  NSAU  (ukrajinski: Національне космічне агентство України, НКАУ, engl. The National Space Agency of Ukraine) ima sjedište u Kijevu i bavi se proizvodnjom telemetrijskih i kontrolnih sistema (Kievpribor) za velik broj različitih ruskih i ukrajinskih satelita (Meteor, Interkozmos i Gorizont), svemirskih letjelica Sojuz i Progress, te modula svemirskih postaja Mir i Međunarodne svemirske postaje. U Kijevu se nalaze i postrojenja za razvoj i proizvodnju svemirskih radio uređaja, komponenata zemaljske kontrolne infrastrukture, sistema za kontrolu i procesuiranje podataka (Kurs) i druga postrojenja. Od znanstvenih institucija treba, između ostalog, izdvojiti državni centar (Pryroda) za obradu, diseminaciju i pohranu iz svemira prikupljenih podataka, međunarodni centar za svemirsko pravo, SSAU-in svemirski istraživački insitut i državno poduzeće Radiant.

## Povijest
Nakon raspada Sovjetskog Saveza 1991., Ukrajina je uz Rusiju naslijedila najveći dio sovjetske raketne i svemirske industrije. Većina razvojnih i proizvodnih kapaciteta smještena je u Dnjipru, Harkivu i glavnom gradu Kijevu. U Dnjepropetrovsku se nalazi glavni dizajnerski centar Yuzhnoye (M. Yangel) i glavni proizvodni centar Yuzhmash (M. Makarov), koji su još u sovjetsko vrijeme bili jedni od glavnih razvojnih i proizvodnih centara, a danas čine kralježnicu ukrajinskog svemirskog sektora. U 50 godina njihovog postojanja ovdje su stvorena mnogobrojna lasirna vozila Kosmos, Cyclone, Zenit i Dnepr obitelji, svemirske letjelice Okean i Intercosmos, dugačka serija vojnih satelita pod zajedničkim nazivom Kosmos, te autonomne višenamjenske platforme za znanstvene satelite (AUOS). Zanimljivo je da Yuzhmash za rusko ministarstvo obrane proizvodi i uz pomoć vlastitih lansirnih vozila Zenit-2 iz Bajkonura lansira ruske izviđačke (špijunske) satelite Tselina-2, što je vjerojatno jedini takav slučaj u svijetu.
Činjenica da je (sad već bivši) ukrajinski predsjednik Leonid Kučma bio dugogodišnji djelatnik, glavni dizajner, a između 1986. i 1992. i generalni direktor Yuzhmasha, bila je od velike moralne važnosti za održanje svemirskog sektora u Ukrajini. U Dnjepropetrovsku se također nalazi i centar za razvoj i proizvodnju računalnih i programskih sustava za centre za kontrolu misije (Orbita), centar za proizvodnju motora na kruto gorivo i njihovih komponenti (Pavlograd), te nekoliko drugih poduzeća i razvojnih centara.
U Harkivu, poznatom ponajviše po proizvodnji Antonov i Tupoljev zrakoplova, nalaze se centri za razvoj i proizvodnju elektroničkih sustava za kontrolu i navođenje (Khartron, Kommunar) većine nekadašnjih sovjetskih projektila i svemirskih letjelica, a danas sličnih kontrolnih uređaja (hardware) i njihovih programa (software) za ukrajinska i ruska lansirna vozila (Zenit, Proton i Sojuz), brojne svemirske letjelice, kao i za ruski modul Zarya na ISS-u. Tu se nalazi i postrojenje za proizvodnju elektro-energetske opreme, telemetrijske opreme, te opreme za kontrolu i automatsko navođenje (engl. Kharkiv Electrical Equipment Plant), institut za razvoj i proizvodnju mjernih, kontrolnih i informacijskih sustava (engl. Radio Measurement Research Institute), državni centar za certifikaciju (provjeru kvalitete) svemirske tehnologije i nekoliko drugih razvojnih centara.

### Osnivanje Ukrajinske nacionalne svemirske agencije
Ukrajinska nacionalna svemirska agencija ili SSAU (ukrajinski: Державне космічне агентство України, Derzhavne kosmichne ahentstvo Ukrayiny, ДКАУ, DKAU) ili prije 2010.  NSAU  (ukrajinski: Національне космічне агентство України, НКАУ, engl. The National Space Agency of Ukraine) ima sjediste u Kijevu i bavi se proizvodnjom telemetrijskih i kontrolnih sistema (Kievpribor) za velik broj različitih ruskih i ukrajinskih satelita (Meteor, Interkozmos i Gorizont), svemirskih letjelica Sojuz i Progress, te modula svemirskih stanica Mir i ISS. U Kijevu se nalaze i postrojenja za razvoj i proizvodnju svemirskih radio uređaja, komponenata zemaljske kontrolne infrastrukture, sistema za kontrolu i procesuiranje podataka (Kurs) i druga postrojenja. Od znanstvenih institucija treba, između ostalog, izdvojiti državni centar (Pryroda) za obradu, diseminaciju i pohranu iz svemira prikupljenih podataka, međunarodni centar za svemirsko pravo, SSAU-in svemirski istraživački insitut i državno poduzeće Radiant.
U Jevpatoriji, na poluotoku Krimu, nalazi se još jedno postrojenje važno za ukrajinski svemirski program, korišteno za nadzor i komunikaciju sa svemirskim letjelicama. Trenutno se koristi za kontrolu ukrajinskog Sich-1 satelita i nekoliko ruskih znanstvenih satelita. 
Ukrajinsku službenu svemirsku politiku i programe određuje Nacionalna svemirska agencija Ukrajine (NSAU) uspostavljena predsjedničkim dekretom 29. veljače 1992. Do kraja 1990-tih godina njena je odgovornost proširena na garantiranje provedbe državne svemirske politike i nadzor cjelokupnog ukrajinskog svemirskog sektora. Po uzoru na rusku svemirsku agenciju (RAKA), 1999., preko 20 poduzeća i institucija, uključujući Yuzhnoye i Yuzhmash, stavljeno je pod kontrolu NSAU, što je dovršilo formiranje svemirske industrije kao zasebnog sektora ukrajinske ekonomije. Iako je osnovana po uzoru na američku NASA-u, NSAU je zapravo više nalik sovjetskom MOM-u, jer su sva raketna i svemirska poduzeća pod njenim direktnim nadzorom i ponajviše u vlasništvu države. To se opravdava činjenicom da je takav model omogućio očuvanje ključnih nacionalnih poduzeća od olakog gubitka i privatizacije. S druge strane, razlika u odnosu na sovjetski model je u odbacivanju nerealnih megalomanskih ciljeva, zajedničkom sastavljanju programa od strane brojnih stručnjaka iz svemirskog sektora i brojnih znanstvenika, uzimanju u obzir međunarodnih tendencija, zahtjeva kupaca, svemirskog sektora i građana, te jačanju izvoznog potencijala i sudjelovanja u međunarodnim projektima.
Ukrajinske svemirske aktivnosti provode se u skladu s petogodišnjim Nacionalnim svemirskim programom Ukrajine (NSPU). Trenutno je na snazi četvrti program (2008. – 2012.), a zajednička im je karakteristika usmjerenost očuvanju i napretku ukrajinskog razvojnog i industrijskog svemirskog potencijala, u skladu s relevantnim tekućim (srednjoročnim) pitanjima, a za dobrobit nacionalne ekonomije, građana, državne sigurnosti i integriranja Ukrajine u svjetsku svemirsku zajednicu. Agencija nadzire programe lansirnih vozila i satelita, kooperativne programme s ruskom (RAKA), američkom (NASA) i europskom (ESA) svemirskom agencijom, kao i različite komercijalne pothvate. Međunarodna suradnja uključuje Sea Launch projekt (lansiranje Zenit rakete s plutajuće platforme u Tihom oceanu) i navigacijski sustava Galileo (ESA/EU).
Posebna vojna svemirska agencija ne postoji, a treba napomenuti da se početkom 1990-tih Ukrajina odrekla daljnje proizvodnje interkontinentalnih balističkih projektila i proglasila se zemljom bez nuklearnog oružja (engl. nuclearfree country).
Lansirne usluge su glavno i najprofitabilnije područje ukrajinskih komercijalnih svemirskih operacija. U proteklih petnaestak godina, od stjecanja neovisnosti, ukrajinska su lansirna vozila provela oko 90 lansiranja, što čini oko 7 % sveukupnih svjetskih lansiranja u tom razdoblju. Ukrajina ima nekoliko prilično pouzdanih lansirnih vozila različitog kapaciteta. Najveće od njih je Zenit lansirno vozilo, razvijeno 1980-tih godina za potrebe (boosteri) superteškog sovjetskog lansirnog vozila Energia i orbitera Buran. Iako se 70 % njenih komponenata proizvodi u Rusiji, najnovija izvedenica Zenit - 3 SL donijela je Ukrajini najviše dobiti, ponajviše zahvaljujući međunarodnom Sea Launch projektu (Yuzhnoye, Boeing, Kvaerner i Energia), u okviru kojega je od 1999. do danas lansirano točno 20 Zenit raketa. Lagano do srednje teško lansirno vozilo Cyclone, razvijeno je u dizajnerskom centru Yuzhnoye 1960-tih godina na bazi balističkog projektila SS-9 i unaprijeđivano sve do danas (Cyclone 1, 2 i 3). Lansirano iz Bajkonura i Pljesecka i korišteno u različite civilne i vojne svrhe do danas je ostalo jedno od najpouzdanijih lansirnih vozila u svijetu.
Već neko vrijeme u planu je razvoj i unaprijeđene Cyclone - 4 inačice, s novim trećim stupnjem i prostorom za teret, predloženom za lansiranje iz europske baze u Kourou. Međutim, kako ESA nije pokazala značajniji interes, Ukrajina trenutno pregovara s Brazilom oko lansiranja ovih raketa iz brazilske lansirne baze Alcantara. Lagano ukrajinsko - rusko lansirno vozilo Dnepr (Dnipro), konvertirani balistički interkontinentalni projektil SS-18, nastalo je tijekom 1990-tih godina na temelju predviđanja o snažnoj budućoj potražnji za laganim lansirnim vozilima, koja se do danas nisu u dovoljnoj mjeri ostvarila. Prvo komercijalno lansiranje izvedeno je 1999. iz Bajkonura, a nakon toga planirano 1 do 2 lansiranja godišnje. Sveukupno je do danas izvršeno tek oko pet lansiranja Dnepr rakete, iako su očekivanja za budućnost i dalje povoljna.
Usprkos gotovo potpunom odsustvu vladine financijske potpore, dizajnerski ured Yuzhnoye nastavlja razvijati nova lansirna vozila. Radi unaprijeđenja ukrajinskog svemirskog sektora i proširenja ukrajinskog prisustva na međunarodnom lansirnom tržištu Yuzhnoye razvija obitelj novih, naprednih lansirnih vozila, pogonjenih po okoliš relativno neškodljivim gorivima, tekućim kisikom i kerozinom. Nova lansirna vozila, nazvana Mayak, namijenjena su za lansiranje u onim slučajevima kada korištenje postojećih Zenit i Cyclone lansirnih vozila ne bi bilo moguće ili ne bi bilo profitabilno.
Prema sadašnjem konceptu, obitelj Mayak lansirnih vozila sastojat će se od dva ili tri temeljna modela. To je lagano (3 tone u LEO) dvostupanjsko lansirno vozilo Mayak-12, temeljeno na Cyclone raketi, prijelazni model Mayak-22 i srednje teško (3 tone u GTO) trostupanjsko lansirno vozilo Mayak-23, temeljeno na Zenit raketi. Ovisno o misiji bila bi dopunjena pojedinim modifikacijama, te dodatnim boosterima za povećanje učinka od 30 do 50 %.
Dizajneri se nadaju da će uravnoteženom primjenom nove i postojeće (Zenit, Cyclone i dr.) tehnologije, korištenjem standardnih komponenti i modularnog principa, s mogućnošću jednostavne i brze prilagodbe lansirnih vozila različitim teretima i potrebama potencijalnih klijenata (fleksibilnost), uspjeti ostvariti kompetitivnost Mayaka na menunarodnom tržištu. Budući da Ukrajina nema vlastitu lansirnu bazu, nove rakete bile bi lansirane iz inozemnih baza, što je olakšano željom nekih zemalja da (uz financijsku naknadu i/ili kroz suradnju) lansiraju pouzdana i konkurentna lansirna vozila drugih zemalja.
U tridesetak godina dizajnerski centar Yuzhnoye razvio je i 9 svemirskih platformi (DS-U / Kosmos, Okean, AUOS i dr.) na temelju kojih je dizajnirano preko 60 tipova satelita i svemirskih letjelica. Trenutno se za nacionalne i međunarodne potrebe radi na projektima razvoja:
- standardne platforme za minisatelite (50 - 500 kg)
- osnovne platforme za svemirska promatranja i komunikacije (500 - 2000 kg)
- temeljnoj visokoorbitalnoj platformi za svemirske telekomunikacijske mreže, navigaciju i svemirske letjelice posebne namjene

Najveća dosadašnja prednost Ukrajine na međunarodnom komercijalnom tržištu je relativno niska cijena. Uz razvoj lansirnih vozila i satelitskih platformi, Ukrajina u okviru svog svemirskog programa najviše pozornosti posvećuje izgradnji svemirskog promatračkog sustava (ukrajinski sateliti Sich i Okean, razvoj zemaljske infrastrukture i međunarodna razmjena i otkup podataka), navigacijskog (Navigator, europski sustav Galileo) i telekomunikacijskog sustava (geostacionarna mreža Lybid-M i međunarodna suradnja).
U području svemirskih istraživanja Ukrajina je najaktivnija u području istraživanja Zemljine ionosfere i magnetosfere (npr. zbog nedostatka sredstava otkazan projekt Poperedzhennya), te u istraživanju Sunca (Coronas-F). Krajem 1997., u sklopu misije Space Shuttlea Columbia (STS-87), u svemir je poletio i prvi ukrajinski astronaut. Iste se godine (u suradnji s Rusijom, SAD-om i Europom), Ukrajina počela (slično Brazilu) pripremati za sudjelovanje u ISS programu. Početni planovi uključivali su izgradnju jednog ukrajinskog istraživačkog modula (100-150 milijuna američkih dolara) u sklopu ruskog segmenta ISS-a, ali se zbog nedostatka sredstava Ukrajina na kraju okrenula instaliranju nekoliko znanstvenih instrumenata i dijelova opreme na američki segment ISS-a. Osim toga, NSAU i NASA su potpisale ugovor za lansiranje automatske letjelice na Mjesec u 2006. ili 2007., uz pomoć ukrajinsko-ruskog lansirnog vozila Dnepr (Dnipro).
Iz svega navedenog očito je da Ukrajina ima razmjerno velik svemirski potencijal. Međutim, u doglednoj budućnosti svi njezini projekti mogu se provesti isključivo u kooperaciji s ruskom svemirskom industrijom, s kojom je do raspada SSSR-a sačinjavala nedjeljivu cjelinu. Do danas Ukrajina nije uspjela u pokušajima uspostavljanja potpuno neovisnog svemirskog programa, zbog toga što nije bila u stanju dovoljno brzo pokrenuti proizvodnju komponenata koje bi zamijenile one ruske. Tome je bitno doprinio i veliki nedostatak financijskih sredstava, iako Ukrajina osim s ruskim, usko surađuje i s američkim, europskim i drugim partnerima. Vladina potpora svemirskom sektoru je tako oskudna da nije bila dovoljna ni za jedan ozbiljan projekt. Međutim, zamjena u komercijalnim programima, u prvom redu lansirnim uslugama, opskrbila je ukrajinski svemirski sektor sredstvima neophodnim barem za održanje njenog tehničkog i inženjerskog potencijala.